# Sępnik czarny
Sępnik czarny, urubu czarny (Coragyps atratus) – gatunek dużego ptaka padlinożernego z rodziny kondorowatych (Cathartidae), jedyny przedstawiciel rodzaju Coragyps. Zamieszkuje teren obu Ameryk: południowe i wschodnie stany USA, Meksyk, Amerykę Centralną i prawie całą Amerykę Południową, poza jej południową częścią. Z reguły osiadły. Nie jest zagrożony.

## Taksonomia
Takson po raz pierwszy formalnie opisał niemiecki przyrodnik Johann Matthäus Bechstein w 1793 roku, nadając mu nazwę Vultur atratus. Autor zaczerpnął tę nazwę z tekstu Williama Bartrama z 1791 roku, który wymienił ten gatunek (jako „Vultur atratus, black vulture or carrion crow”) wśród ptaków zamieszkujących Florydę i Karolinę, nie zamieszczając jednak żadnego opisu. Bechstein jako miejsce typowe wskazał rzekę St. Johns na Florydzie. Gatunek ten jest jedynym przedstawicielem rodzaju Coragyps utworzonego przez Emmanuela Le Maouta w 1853 roku.

### Etymologia
Nazwa rodzajowa: gr. κοραξ korax, κορακος korakos „kruk” (tj. czarny), od κρωζω krōzō „krakać”; γυψ gups, γυπος gupos „sęp”.

Epitet gatunkowy: łac. atratus „ubrany w żałobę”, od ater „czarny”.

### Podgatunki
Międzynarodowy Komitet Ornitologiczny (IOC) uznaje C. atratus za gatunek monotypowy, z kolei autorzy Handbook of the Birds of the World wyróżniają trzy podgatunki:
- C. a. atratus (Bechstein, 1793) – południowe i wschodnie USA oraz północny Meksyk.
- C. a. brasiliensis (Bonaparte, 1850) – tropikalny Meksyk, Ameryka Centralna, północna i wschodnia Ameryka Południowa na południe po środkową Argentynę (prowincja Río Negro).
- C. a. foetens (M. H. C. Lichtenstein, 1817) – zachodnia Ameryka Południowa na południe po środkowe Chile (północny  region Aysén) i południową Argentynę (południowo-zachodnia prowincja Santa Cruz).

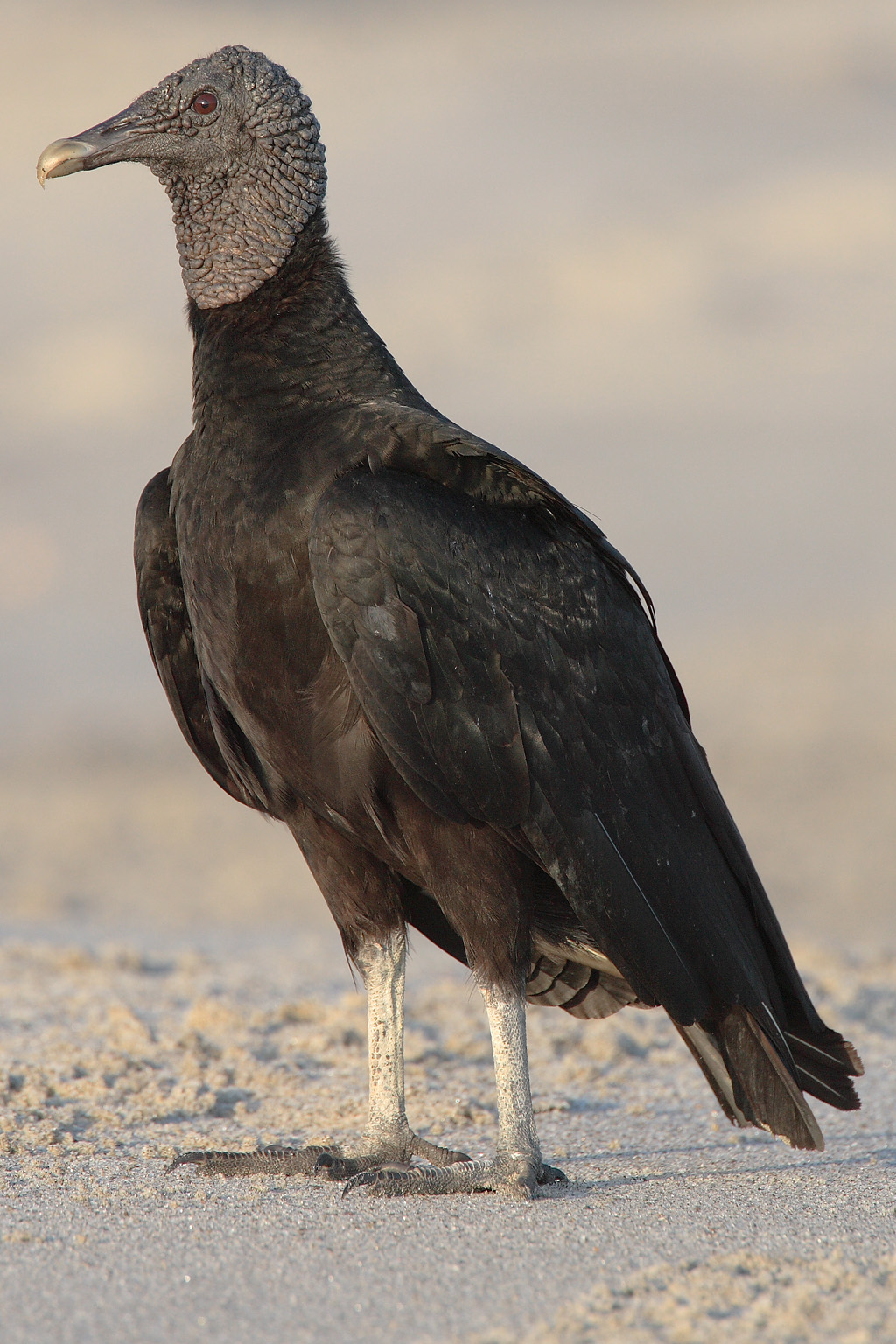
Sępnik czarny sfotografowany w Panamie

## Morfologia
WymiaryDługość ciała 56–74 cm; masa ciała 1100–1940 g; rozpiętość skrzydeł 133–160 cm.
WyglądNajmniejszy z kondorów. Upierzenie całego ciała czarne. Skrzydła szerokie, ogon krótki. Nieopierzona, łupkowoszara głowa.

## Ekologia i zachowanie
BiotopZamieszkuje w dużych stadach różne środowiska – od leśnego i otwartego po tereny zurbanizowane.
GniazdoGnieździ się we wnękach skalnych, spróchniałych pniach starych drzew, załomach murów lub na ziemi pod osłoną krzewów.
JajaSamica składa 2–3 jaja.
WysiadywanieJaja wysiadywane są przez okres 38–45 dni przez obydwoje rodziców. Młode pozostają pod bezpośrednią opieką rodziców przez 90 dni, a następnie towarzyszą im wiele lat w poszukiwaniu pokarmu.
PożywienieNajczęściej odżywia się padliną, ale nie gardzi również drobnymi kręgowcami i owadami. Często żeruje w dużych grupach na wysypiskach śmieci.
Pomimo tego, że większość sępów ma słabe powonienie i poszukuje pożywienia wzrokiem, to sępnik ma tak dobry węch, że w Ameryce wykorzystuje się go do wykrywania nieszczelności rurociągów. Stoddart w 1980 roku opisał przypadki, gdzie stada urubu czarnego koncentrowały się wokół miejsca wydobywania się gazu z zawartością silnie pachnącego zgnilizną merkaptanu.

## Status i ochrona
Międzynarodowa Unia Ochrony Przyrody (IUCN) uznaje sępnika czarnego za gatunek najmniejszej troski (LC – Least Concern) nieprzerwanie od 1988 roku. Liczebność światowej populacji lęgowej, według szacunków organizacji Partners in Flight z 2017 roku, wynosi około 20 milionów osobników. Globalny trend liczebności populacji uznawany jest za wzrostowy.
Mimo braku naturalnych wrogów, w wielu regionach stał się rzadki głównie ze względu na brak odpowiednich miejsc gniazdowania. W Kanadzie, Meksyku i Stanach Zjednoczonych jest objęty ochroną gatunkową.